# Mathias Färm

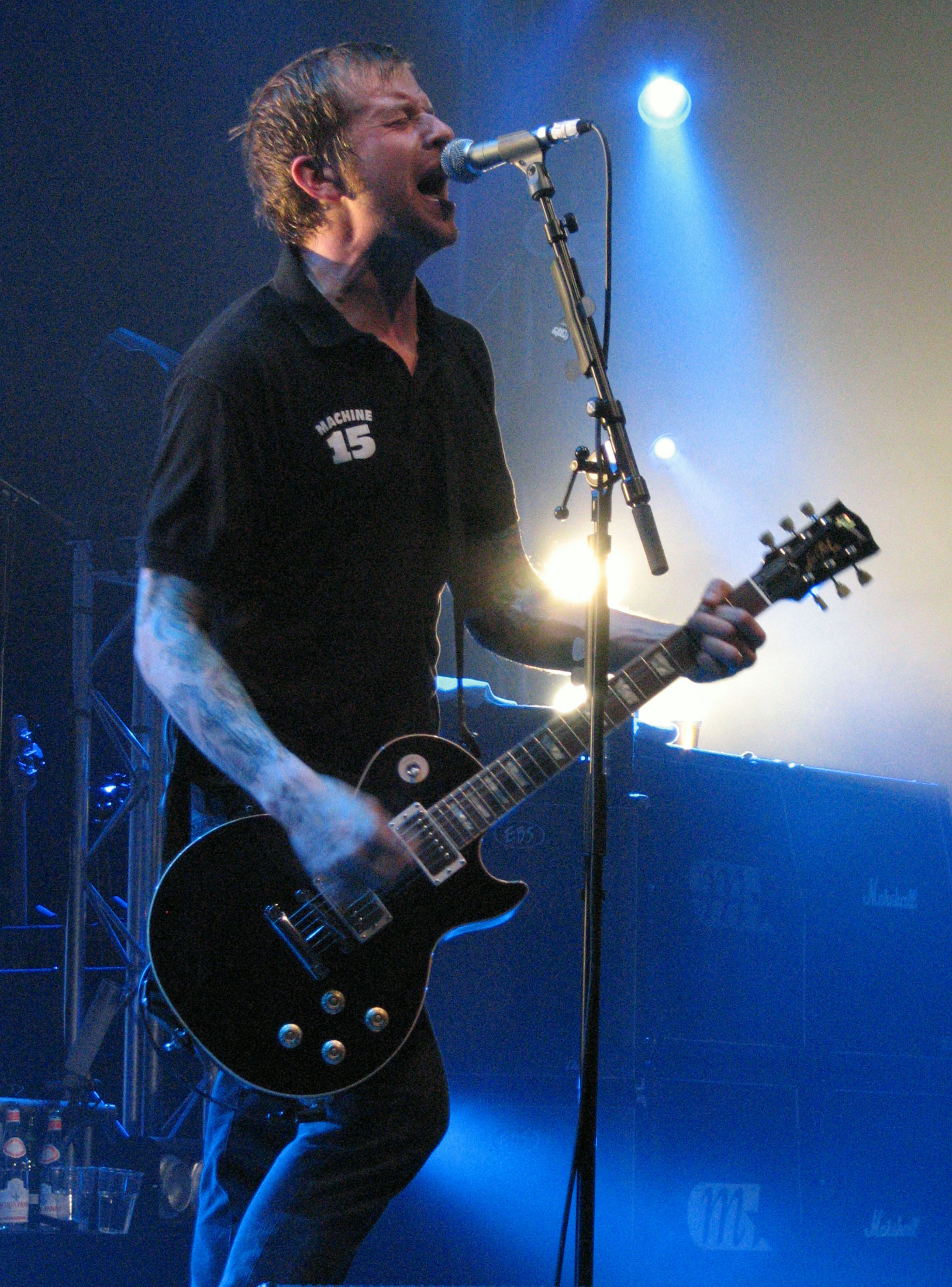
Mathias Färm

Mathias Färm,(nascido em 9 de Setembro de 1974 em Örebro, Suécia), é guitarrista de uma banda sueca de hardcore melódico chamada Millencolin. Começou a gostar de música em 1987 quando começou a andar de Skate com seus amigos. Nesta época suas bandas favoritas eram Operation Ivy, Mc Rad, Descendents & Odd Man Out por que apareciam nos vídeos de Skate. No início de 1992 ele e Nikola Sarcevic eram integrantes de uma banda chamada Seigmenn, onde tocavam Punk Rock em sueco. Mathias tem um estúdio chamado Soundlab Studios onde o próprio Millencolin já gravou.
Anteriormente ele era baterista da banda, porém a banda precisou de mais um guitarrista, e como ele é melhor guitarrista do que baterista chamou Fredrik Larzon para tocar uma vez, e ele acabou entrando para a banda. Atualmente ele mora em Örebro, Suécia.